# 서울의 성문
서울의 성문은 대한민국 서울의 한양도성을 이루는 성문이다. 현재 성문 중 두 개는 파괴되었지만 나머지 성문은 여전히 남아 있다. 이 성문들은 1396년에서 1398년 사이에 건설되었으며 조선시대 성벽으로 둘러싸여 있던 도시로의 접근을 가능하게 했다.

## 소개
서울의 성문은 대략 나침반의 네 가지 기본 방향과 네 가지 중간 방향에 기반을 두고 있다. 일반적으로 8개의 문 중 북·남·동·서문을 사대문이라 하고, 서북·동북·동남·서남문을 사소문이라 부르기도 하나, 이는 일반인들의 속칭에 불과하며 조선 시대에는 널리 쓰이지 않은 표현이다.
8개의 문 중 2개(서쪽과 남서쪽)의 문은 더 이상 존재하지 않는다. 현재 기념비는 한때 서문과 남서문이 있던 자리(2012년 7월)에 대략적으로 배치되어 있다. 서문 재건에 대한 논의와 발표가 있었지만 이 문에 대한 공사는 아직 진행되지 않았다(2012년 7월 기준).
2008년 2월 10일, 방화범에 의한 화재로 남문이 심하게 파손되었다. 이 문은 5년에 걸쳐 재건되었으며, 2013년 5월 4일 대중에게 다시 공개되었다. 이 문은 대한민국 국보 제1호로 지정되어 있다. 8개의 문 중 남문과 동문이 가장 크며, 둘 다 번화한 시장 지역(각각 남대문시장과 동대문시장)에 위치해 있다.

## 목록
- 창의문
- 숙정문
- 혜화문
- 흥인지문
- 광희문
- 숭례문
- 소의문
- 돈의문

## 같이 보기
- 한양도성
- 사대문

## 참고문헌
- 홍순민 (2019). “조선후기 도성문 관리 방식의 변동”. 《서울과 역사》 (101): 61–105. doi:10.22827/seoul.2019..101.002.